# Archive Volumes I: Speedball Jamm
Archive Volumes I: Speedball Jamm è un EP del chitarrista Vinnie Vincent, pubblicato il 20 maggio 2004.

## Tracce
1. Speedball Jamm – 71:14 (Vinnie Vincent)

## Formazione
- Mark Slaughter – voce
- Vinnie Vincent – chitarra
- Dana Strum – basso
- Bobby Rock – batteria